# Каменецкие
Каменецкие — польский и русские дворянские роды.
Польский род Каменецких герба Пилява восходит к середине XV века и внесён в VI часть родословной книги Виленской губернии и дворян Царства Польского. Николай Каменецкий, гетман великий коронный (умер в 1515), победитель волошского господаря Богдана и татар, был вице-королём Польши во время пребывания Сигизмунда I в Вене (1515).
Русские роды Каменцких, общим числом пять — более позднего происхождения. Герб статского советника Валентина Иордановича Каменецкого внесён в Часть 13 Общего гербовника дворянских родов Всероссийской империи, стр. 133.